# Учуг

Учуг в городе Уральске (вторая половина XIX века)

Учуг — под этим именем ещё со времен монгольского владычества на Волге и Урале известны сплошные перегородки реки, устраиваемые с целью удержания поднимающейся вверх по реке рыбы и лова её или в оставляемых в них пролётах, или близ учуга, где рыба скапливается. Обыкновенно такие перегородки делались из ряда свай, вбиваемых поперек течения реки, и промежуточных между ними звеньев из набитых в дно реки деревянных же шестов.

## История
В прежнее время лов при помощи учуга был почти единственным способом промыслового лова в многочисленных устьях дельты Волги. Право устройства учуга или составляло особую привилегию того или иного владельца, или же, принадлежа казне, сдавалось с торгов рыбопромышленникам. На Волге в XVIII в. было весьма много учугов обеих категорий; тогда же казна сдала яицкие учуги (под Гурьевом, в устье р. Урала, тогда называвшегося Яиком) в оброк от казны купцу Гурьеву, давшему своё имя и городку, и самим учугам, именуемым иногда Гурьевскими. Эти учуги в 1743 г. было велено для пропуска рыбы вверх по реке к яицким казакам отворить на 8 саж. с каждой стороны, а затем в 1752 г. казна заключила с яицким войском контракт, по которому условлено: «яицким учугам не быть». Учуги в устье самой реки были уничтожены; сохранился лишь учуг близ Уральска. На Волге все учуги велено было уничтожить в 1802 г.
Главная рыба, которую имелось в виду задерживать такими перегородками, была крупная «красная» рыба — белуга, осётр и севрюга. По собранным Палласом сведениям, обилие этой рыбы близ учугов бывало в прошлом настолько велико, что с целью отогнать её от учугов, которым грозила опасность рухнуть от дружного напора рыбы, стреляли близ них из пушек. Лов производился или при самом учуге, баграми, или ниже его — сетьми, неводом и т п.
Характер и значение учуга, под г. Уральском в виде особой привилегии уральских казаков, значительно отличны от прежнего. Уральский учуг — сооружение временное, разбираемое каждую осень; при нём с промышленною целью никакого лова рыбы не производится. Цель устройства учуга — задержать рыбу летнего и осеннего хода на пространстве ниже его, предоставив ей расположиться по глубоким ямам («ятовям»), где она будет выловлена лишь зимою, на багренье из-под льда. Устройство Уральского учуга было таково. Он состоит из двух рядов набитых поперек реки свай, связанных между собою перекладинами; нижележащий ряд, кроме того, снабжен подпорками. В верхнем ряде свай, кроме соединения с нижним (по течению) рядом, имеется междусвайное соединение из деревянных рам, в брусьях коих проделаны отверстия для вставки круглых железных шестов такой длины, чтобы конец их на 1/4 — 1/2 аршина входил в дно реки, а другие концы, на которых для удобства вынимания и вставления сделано ухо, были над поверхностью реки на 1 1/2 — 2 аршина. Глубина реки, а стало быть, и длина шестов, именуемых «кошачинами», достигает до 5 саж. Чтобы дно у подножья учуга, где напор воды очень силен, не подмывало, его загружают с наружной (выше по течению лежащей) стороны камнями, которые бросают или прямо в реку, или же набивают ими кули (так называемые «киты»). Работа поручается водолазам из самых искусных пловцов и нырцов, равно и очистка забойки от наносимого на неё сора, чтобы через засорение отверстий между кошачинами она не представляла сильного упора воде, которая может броситься в берега и разрушить все сооружение. Эти же водолазы, составляющие особую «команду», в экстренных случаях ловят особыми ручными баграми прибиваемую течением к учугу красную рыбу (сверху). В настоящей команде имелось два водолаза, обучавшихся водолазному делу в специальной школе, при очистке учуга они применяли скафандр.
Уральский учуг сохранялся до осени 1917 года. В период безвластия и неразберихи учуг не разобрали на зиму, весной его разрушило напором льда и окончательно смыло при паводке. С тех пор учуг не восстанавливался. Память о нём сохраняется в названии Учужного затона выше Уральска, где он был установлен.
В 90-е годы двадцатого столетия подобие учуга применялось в городе Индер, в 300 километрах ниже Уральска, когда были притоплены понтонная переправа, не позволяющая рыбе подняться для нереста вверх по реке.